# La Fête de Vénus (Rubens)
La Fête de Vénus est une peinture de Pierre Paul Rubens produite entre 1635 et 1636. Il est conservé au musée d'histoire de l'art de Vienne en Autriche.